# Carregal do Sal
Carregal do Sal is een plaats en gemeente in het Portugese district Viseu.
De gemeente heeft een totale oppervlakte van 117 km² en telde 10.411 inwoners in 2001.

## Plaatsen in de gemeente
- Beijós
- Cabanas de Viriato
- Currelos (Carregal do Sal)
- Oliveira do Conde (Carregal do Sal)
- Papízios
- Parada
- Sobral Sobral de Papízios

## Geboren
- Ondina Maria Farias Veloso "Dina" (1956-2019), zangeres